# Carbasalato de cálcio
O carbasalato de cálcio ou carbasalato cálcico é um fármaco usado como inibidor da agregação plaquetária.